# Jubula hutchinsiae
Jubula hutchinsiae är en bladmossart som först beskrevs av William Jackson Hooker, och fick sitt nu gällande namn av Barthélemy Charles Joseph Dumortier. Jubula hutchinsiae ingår i släktet Jubula och familjen Jubulaceae. Inga underarter finns listade i Catalogue of Life.